# Orthomegas haxairei
Orthomegas haxairei là một loài bọ cánh cứng trong họ Cerambycidae.